# Hinata Marin
Hinata Marin (ひなた まりん (Nhật-Hướng Chân-Lẫm) 7 tháng 7 năm 1997 –) là một nữ diễn viên khiêu dâm và từng là một người mẫu và vũ công người Nhật Bản. Cô thuộc về công ti T-Powers.

## Sự nghiệp
Tháng 7/2019, cô ra mắt tại công ti S1 NO.1 STYLE. Biệt hiệu lúc đó là "Hinatama".
Tháng 10/2019, cô tham gia vào chương trình "Vẻ đẹp thị giác choáng ngợp!" và trở thành diễn viên nữ quảng cáo cho hội đồng chiến dịch đĩa Blu-ray chất lượng cao.
Năm 2020 cô xếp thứ 2 trong mục tân binh của "Diễn viên khiêu dâm này thật tuyệt! mùa đông 2020" được công bố trong tạp chí tháng 4 của FANZA. Tháng 12/2020, cô xếp thứ 38 trong bảng "FLASH 2020 BEST100 diễn viên đang hoạt động gợi cảm nhất" được bầu bằng cách lấy ý kiến độc giả.
Tháng 8/2021, cô xếp thứ 40 trong "Bảng xếp hạng FLASH 2021 diễn viên nữ gợi cảm chọn bởi 300 độc giả".
23/11/2020, cô mở kênh YouTube "たまりんチャンネル" (Tamarin Channel). 19/10/2021, cô tạm ngưng làm việc do da bị thô ráp. Sau đó, cô thông báo cô lo lắng cho bản thân và kế hoạch của kênh mà không biết làm gì, sau đó ngừng hoạt động trên kênh.
Bắt đầu từ tháng 7/2022, cô ủng hộ chiến dịch lấy chữ kí "Thay đổi luật ngành phim khiêu dâm để diễn viên và nhân viên dễ làm việc hơn" để kêu gọi xem xét lại luật ngành phim khiêu dâm mới của Nhật Bản. Ngày 5/9, cô thông báo hết hạn hợp đồng độc quyền với S1. Cô cũng đã tiết lộ rằng cô từng cô 7 hình xăm, và cô đã tẩy chúng bằng laser với lí do để đóng phim khiêu dâm tốt hơn và để được mặc váy tại một lễ trao giải. Cô đã thông báo trở thành nữ diễn viên độc quyền của Premium từ tháng 10 cùng năm.
2/6/2023, cô thông báo tạm ngừng hoạt động (phim cuối cùng của cô sẽ được ghi hình sau). Lí do là Asuka Kirara và Mikami Yua, những người cô ngưỡng mộ, đã nghỉ việc và không còn lí do để cô ở lại. Cô có kế hoạch tiếp tục các hoạt động công chúng khác ngoài đóng phim khiêu dâm.

## Đời tư
Mục tiêu của cô là "Muốn trở thành nữ diễn viên được phụ nữ nhắm đến". Vẻ ngoài trông cô giống phong cách gyaru, nhưng từ khi học tiểu học, cô chuyên tâm chơi bóng chuyền, và bên cạnh đó cô còn chơi cả một hệ thống môn thể thao. Cô thích các kiểu như mặc trang phục nhân vật (cosplay), nhưng cô nói rằng bản thân không giỏi diễn vì không thể nhớ lời thoại.
Biệt hiệu của cô là "Hinatama" (ひなたま). Tuy nhiên, cô cũng có biệt hiệu là "Tamarin" (たまりん) được đặt bởi người hâm mộ và được dùng làm tên kênh YouTube của cô.
Cô thích dùng Trà chiều. Màu yêu thích là màu hồng. Cô có một con mèo giống Russian Blue (Miru-sama ♀). Quần áo cô thường đơn giản và có nhiều trang phục đơn điệu. Cô thú nhận rằng cô là một con nghiện mua sắm khi cô còn làm ở câu lạc bộ tạp kỹ trước khi vào ngành phim khiêu dâm (Khi cô còn là vũ công, lương thấp và cô đã làm việc bán thời gian ở 1 câu lạc bộ tạp kỹ).
Cô gọi Kuruki Rei, nữ diễn viên khiêu dâm cùng công ti với cô là chồng, và Marin cũng được Rei gọi là con dâu, nhưng chỉ là trêu đùa.. Cô nghĩ rằng bộ phận sinh dục của mình có màu sẫm hơn và đã thạm khảo Rei về việc phẫu thuật thẩm mĩ, nhưng Rei nói: "Tôi đã tham khảo các loại bộ phận sinh dục nam của trẻ con, có nhiều loại và mỗi loại có nhiều đặc trưng khác nhau." Rei đã thành công trong việc thuyết phục Marin không phẫu thuật thẩm mĩ.